# باشگاه فوتبال اوئیتا ترینیتا

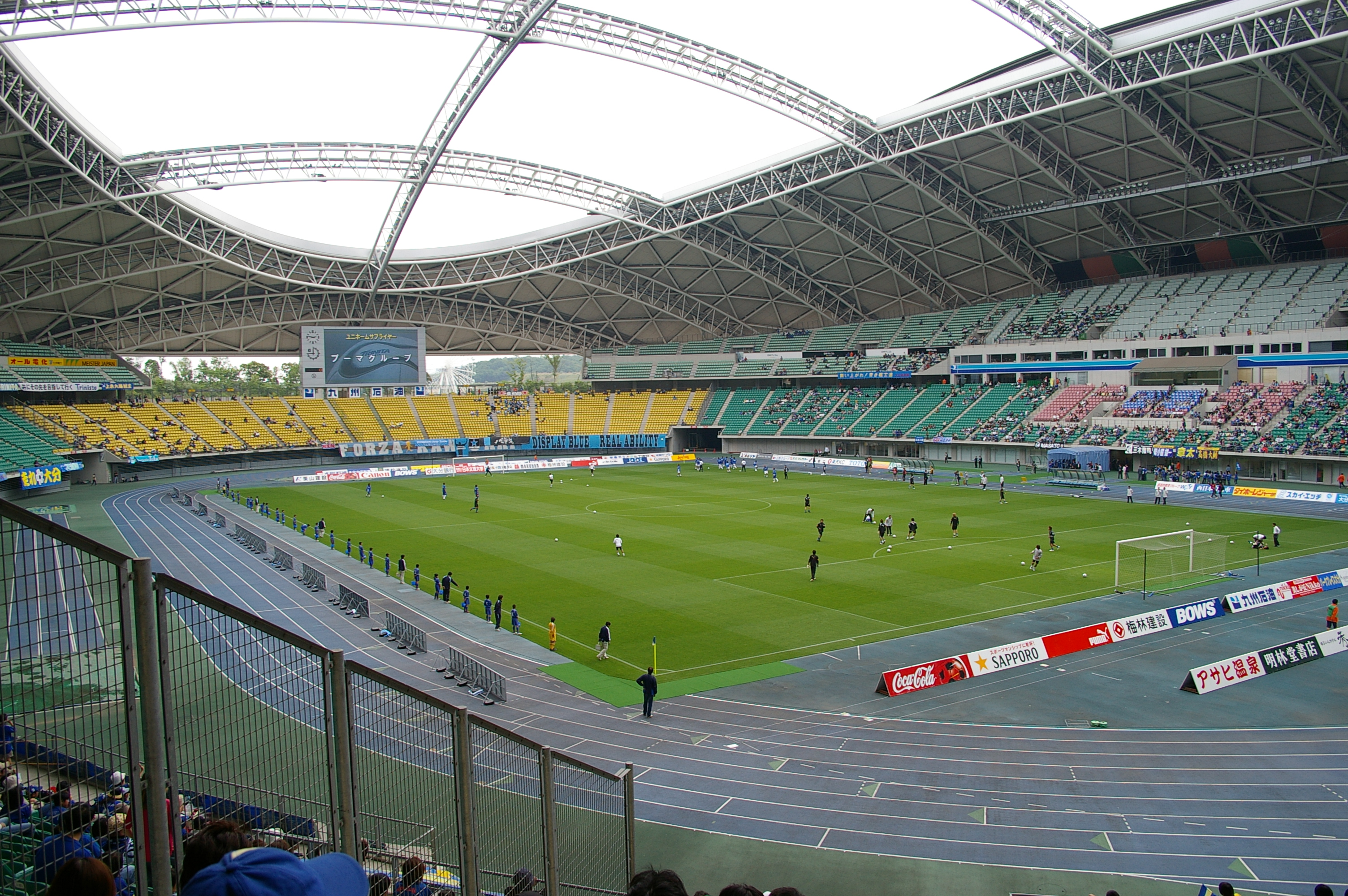
نمایی از ورزشگاه باشگاه فوتبال اوئیتا در سال ۲۰۰۶

باشگاه فوتبال اوئیتا ترینیتا ژاپنی: 大分トリニータ باشگاه فوتبالی در شهر استان اوئیتا، ژاپن است که در جی‌لیگ بازی می‌کند. این باشگاه در سال ۱۹۹۴ میلادی پایه‌گذاری شده است.